# Donetsplateau

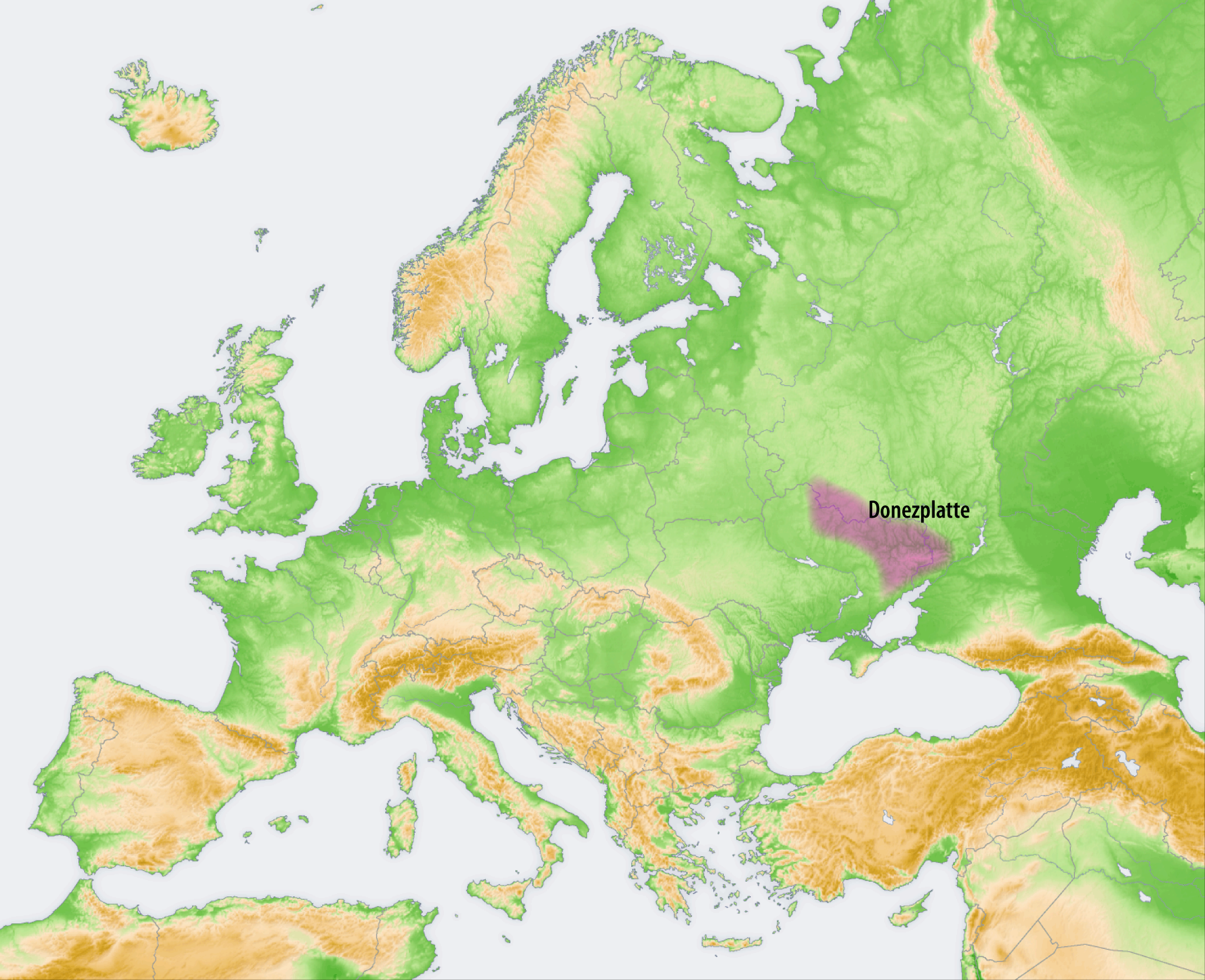
Ligging van het Donetsplateau

Het Donetsplateau (Doneckij kraz) is een plateau in Oekraïne en Rusland met een hoogte tot 369 meter. 
Het Donetsplateau maakt deel uit van het Oost-Europees Laagland. Het plateau ligt grotendeels in Oekraïne; alleen het uiterste zuidoosten ligt in Europees-Rusland. Het Donetsplateau ligt ten zuiden van de rivier de Severski Donets tussen de Zee van Azov in het zuiden en het Centraal-Russisch Plateau in het het noorden. In het zuidoosten bevindt zich de Koema-Manytsjlaagte.
Het landschap van het dichtbevolkte Donetsplateau is heuvelachtig en wordt door enkele kleine rivieren doorsneden. Belangrijke plaatsen is het gebied zijn Donetsk, Horlivka, Makijivka, Stachanov en Loehansk.